# Україна — Вперед!
«Україна — Вперед!» — політична партія України, очолювана Наталією Королевською. З моменту створення в 1998 році і по 2012 рік називалася Українською соціал-демократичною партією. Повна назва з березня 2012 року: «Партія Наталії Королевської „Україна — Вперед!“».

## Історія

### Передісторія
У 1994 році міністр юстиції України Василь Онопенко створив і очолив Партію прав людини, яка в січні 1995 року об'єдналася з Українською партією справедливості і Соціал-демократичною партією в СДПУ.
З'їзд об'єднаної партії, який відбувся в січні 1995 року, обрав своїм лідером Василя Онопенка. У 1996 році партія змінила назву на СДПУ(о).

### Українська соціал-демократична партія

Логотип Української соціал-демократичної партії

Безпосередньо УСДП була створена 3 жовтня 1998 року, після того, як 13 обласних організацій СДПУ(о) вийшли з її складу. Головою партії був обраний народний депутат України Василь Онопенко. 11 грудня 1998 року УСДП була зареєстрована міністерством юстиції.
9 лютого 2001 року УСДП разом з «Батьківщиною» та іншими партіями підписала декларацію про створення виборчого блоку демократичної опозиції «Форум національного порятунку». 22 грудня 2001 року з'їзд УСДП ухвалив рішення про участь партії у парламентських виборах в складі Блоку Юлії Тимошенко.
26 листопада 2005 року було підписано політичну угоду про створення виборчого блоку партій «Батьківщина» і УСДП — «Блоку Юлії Тимошенко».
4 листопада 2006 року з'їзд обрав головою УСДП депутата Верховної ради Євгена Корнійчука, який з квітня 2005 року очолював київську міську партійну організацію УСДП.
11 квітня 2007 року з'їзд УСДП ухвалив рішення створити разом з «Батьківщиною» і партією «Реформи і порядок» виборчий блок партій — «Блок Юлії Тимошенко» для участі у дострокових парламентських виборах.
22 грудня 2010 року Генеральна прокуратура України провела обшук в центральному офісі партії. Голова партії Євген Корнійчук був узятий під варту за звинуваченням у корупційних діях під час роботи 1-м заступником міністра юстиції України. На початку серпня 2011 року Корнійчук написав заяву про складання повноважень голови партії.
23 грудня 2011 року лідером партії стала Наталія Королевська. Через незгоду зі зміною керівництва партії з неї вийшло багато членів, такі, як Олена Шустік, Володимир Левцун, Петро Кравчук та інші[джерело?].

### «Україна— Вперед!»
14 березня 2012 року лідер партії Королевська була виключена з фракції «Блок Юлії Тимошенко — „Батьківщина“» (раніше фракція БЮТ) у Верховній раді. Народний депутат від БЮТ Андрій Сенченко заявив: «УСДП, починаючи з місцевих виборів 2010 року, діє явно за вказівкою Банкової і тому фактично не є нашим політичним союзником на виборах». В той же день партія заявила на своєму офіційному сайті: «Ми глибоко обурені і шоковані зрадою з боку керівництва фракції „БЮТ—Батьківщина“». Через ці події партія також покинула Комітет опору диктатурі, але Королевська запевнила, що партія як і раніше знаходиться «в опозиції до нинішнього режиму — режиму Януковича».
15 березня 2012 року Українська соціал-демократична партія була виключена з Блоку Юлії Тимошенко за звинуваченням у «співпраці з адміністрацією президента і правлячим режимом». Коментуючи звинувачення у співпраці з адміністрацією президента, Королевська нагадала, що її соратник Олексій Логвиненко звертався до членів фракції з вимогою навести факти співпраці з нинішньою владою. «Він висловив пропозицію: якщо буде пред'явлений хоч один факт моєї кулуарної співпраці з чинним режимом — він та наша команда складемо депутатські мандати. Жодних фактів не було наведено, все це залишилося голослівними звинуваченнями», — підкреслила Королевська.
Після виключення Королевська заявила: «Рішення про виключення мене з фракції, а нашої партії — з Блоку — були самостійно прийняті Турчиновим та Кожем'якіним і не були узгоджені з Юлією Тимошенко». Пізніше в ефірі телеканалу «Інтер» Олександр Турчинов підтвердив цю інформацію і заявив, що існують суттєві проблеми при комунікації з Юлією Тимошенко.
22 березня 2012 року на партійному з'їзді партія була перейменована в «Партію Наталії Королевської „Україна — Вперед!“». До Королевської приєдналися її соратники з «Батьківщини». Партія заявила про намір брати участь в парламентських виборах 2012 року.

### Президентські вибори 1999 року
Лідер партії Василь Онопенко взяв участь у президентських виборах 1999 року, набравши 0.5 % (124,040).

### Парламентські вибори 2002 року
Брали участь у виборах як частина Блоку Юлії Тимошенко. Набрали 7.26 % (1,882,087).

### Парламентські вибори 2006 року
Брали участь у виборах як частина Блоку Юлії Тимошенко. Набрали 22.29 % (5,652,876).

### Парламентські вибори 2007 року
Брали участь у виборах як частина Блоку Юлії Тимошенко. Набрали 30.71 % (7,162,193).

### Парламентські вибори 2012 року
Виборчий список власної партії, оприлюднений 1 серпня, Королевська очолила особисто. З метою підвищення іміджу та можливого залучення під свої знамена численних вболівальників футбольної зірки зокрема та команди Динамо (Київ) й національної збірної взагалі, другий номер отримав Андрій Шевченко, в минулому член СДПУ(о), який ще 27 липня заявив про завершення міжнародної футбольної кар'єри, наступного дня — про свій вступ в партію «Україна — Вперед!», а 31 серпня — про перерахунок в партійний фонд 10 мільйонів гривень при річній зарплаті у 2011 в динамівському клубі, згідно з поданою в ЦВК декларацією про доходи, 25 090 гривень. Також до першої п'ятірки ввійшли: Остап Ступка, (син Богдана Ступки), колишній голова Міністерства охорони здоров'я Ілля Ємець та ректор Київського національного лінгвістичного університету Роман Васько. Була проведена потужна передвиборча агітація з масовим використанням телебачення, зокрема промороликів, зовнішніх носіїв інформації, преси та навіть соцопитувань.
Виборча кампанія партії «Україна — Вперед!», за оцінками експертів в результаті моніторингу зовнішньої та телевізійної реклами, обійшлася в сумму 150—200 мільйонів доларів США. Партія подала позов в суд на Київський міжнародний інститут соціології (КМІС) та фонд «Демократичні ініціативи» за опублікування результатів спільного соціологічного опитування, в якому зокрема вказувалось, що за цю політичну силу готові віддати свої голоси 2,1 % виборців. В інтерв'ю кореспонденту «Коммерсант-Украина» Наталія Королевська сказала:

| "— Соціологічні війни проводяться перед кожними виборами, але такого, як зараз, ще ніколи не було. І тому ми, отримавши дані внутрішніх опитувань, які підтвердили наш результат в 7%, прийняли рішення судитися. Ми вважаємо, що це допоможе уникнути маніпуляцій. Соціологія маніпулює думками людей і є одним з елементів фальсифікації виборів — людям наперед нав'язують сфабрикований результат. — Якщо вибори покажуть, що ваш рейтинг набагато нижчий за 7%, ви відкличете свій позов до КМІС та фонду «Демократичні ініціативи»? — Ми не будемо відкликати позов, тому що точно знаємо, що їх дослідження не проводилось. А вибори покажуть, що наш рейтинг — 10%!" Оригінальний текст (рос.) «— Социологические войны ведутся перед каждыми выборами, но такого, как сейчас, еще никогда не было. И поэтому мы, получив данные внутренних опросов, которые подтвердили наш результат в 7%, решили судиться. Мы считаем, что это поможет избежать манипуляции. Социология манипулирует мнением людей и является одним из элементов фальсификации выборов — людям заранее навязывают сфабрикованный результат. — Если выборы покажут, что ваш рейтинг гораздо ниже 7%, вы отзовете свой иск к КМИС и фонду "Демократические инициативы"? — Мы не будем отзывать иск, поскольку точно знаем, что их исследование не проводилось. А выборы покажут, что наш рейтинг — 10%!» |.
Після проведення виборів виявилось, що партію «Україна — Вперед!» підтримало своїми голосами 322 198 виборців, або 1,58 %. В результаті кожен голос, відданий за партію Наталії Королевської, коштував їй та її соратникам у 332 долари, а до Верховної Ради України Наталія Королевська та її партія не потрапили.